# Jakten på julen (film)
Jakten på julen (engelska: A Boy Called Christmas) är en brittisk julfilm från 2021, baserad på författaren Matt Haigs bok A Boy Called Christmas från 2015. Filmen hade premiär den 24 november 2021. Filmen är regisserad av Gil Kenan, från ett manus skrivet av honom och Ol Parker. Filmens stora huvudroll spelas av Henry Lawfull.

## Handling
Filmen handlar till största delen om den 13-årige pojken Nikolas, som beger sig ut på ett enda stort juläventyr för att leta efter sin pappa, som i sin tur också har begett sig ut för att leta efter den så kallade Alvernas by (engelska: Elfhelm). Med sig har Nikolas också en karta, som visar vägen till just Alvernas by, och som han tror också är lösningen på allas problem.

## Rollista (i urval)
| Roll              | Skådespelare            | Svensk röst       |
| ----------------- | ----------------------- | ----------------- |
| Nikolas / "Julen" | Henry Lawfull           | Erik Wendt        |
| Miika (mus)       | Stephen Merchant (röst) | Michael Blomqvist |
| Moster Ruth       | Maggie Smith            | Irene Lindh       |
| Sanningens Vätte  | Zoe Colletti            | Selma Backman     |
| Kungen            | Jim Broadbent           | Claes Ljungmark   |

- Övriga svenska röster: Adil Backman, Anders Öjebo, Claes Ljungmark, Emil Tjernström, Hugo Bergström, Jakob Stadell, Jamil Drissi, Jennie Jahns, Josefina Hylén, Mattias Knave, Mikael Regenholz, Patrik Grönlund, Paulina Åberg, Sarah Wendt Lundblad och Shirin Advani
- Studio – Iyuno Media Group
- Regissör / inspelningstekniker – Alicia Åberg
- Översättare – Anna Holknekt / Mediaplant Books & Games ApS
- Mixtekniker – John Strandskov
- Projektledare – Nina Rømer Gylling

Svensk version producerad av Iyuno Media Group för Netflix Dubbing.